# Dennis Russell Davies

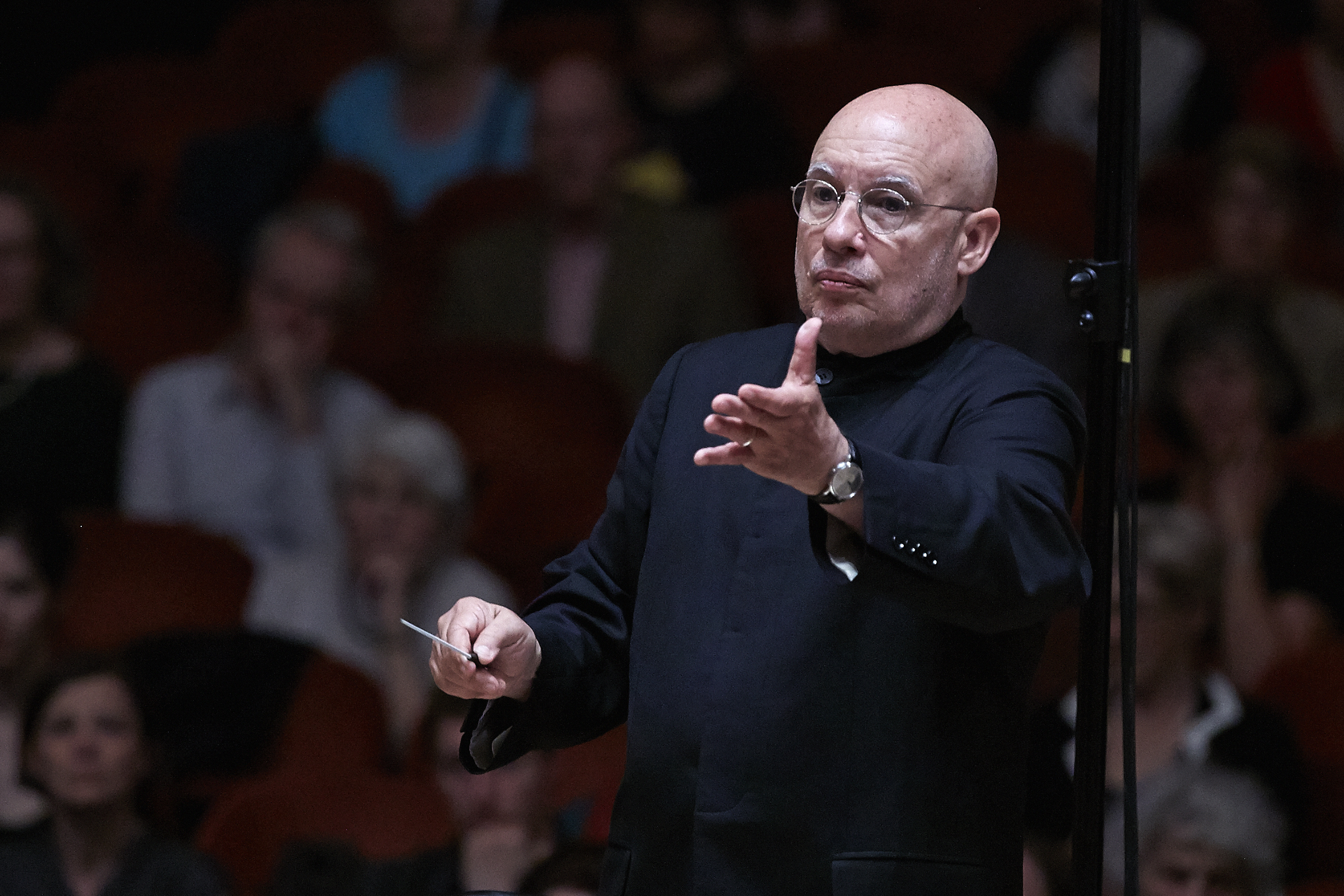

Dennis Russell Davies (nacido el 16 de abril de 1944, en Toledo, Ohio) es un director de orquesta y pianista estadounidense. 

## Biografía
Estudió piano y dirección en la Academia Juilliard, donde consiguió el doctorado. Destacan sus interpretaciones de obras de compositores contemporáneos, entre ellos Hans Werner Henze, William Bolcom, Lou Harrison, Alan Hovhaness, John Cage, Philip Glass, Giya Kancheli, Arvo Pärt, Virgil Thomson, y Aaron Copland. Davies encargó, estrenó y grabó numerosas obras de compositores vivos. Cabe destacar las grabaciones del ballet Appalachian Spring de Aaron Copland (con la Saint Paul Chamber Orchestra en 1979, por la que ganó un Premio Grammy), de las obras Fratres y Miserere de Arvo Pärt, y numerosas óperas y sinfonías de Philip Glass.
Davies ocupó el puesto de director musical de la Saint Paul Chamber Orchestra desde 1972 hasta 1980. Junto con el compositor Francis Thorne fundó la American Composers Orchestra de Nueva York en 1977, que dirigió hasta el año 2002. Davies fue director musical de la Orquesta Filarmónica de Brooklyn de 1990 a 1996. 
En 1980, se trasladó a Stuttgart (Alemania), donde se convirtió en el director general de música de la Ópera Estatal de Baden-Württemberg (1980-1987). Allí estrenó dos óperas de Philip Glass. También ha ocupado puestos permanentes con la Orquesta de Cámara de Stuttgart, la Orquesta de la Beethovenhalle de Bonn (1987-1995), y la Orquesta Sinfónica de la Radio vienesa. Actualmente es director titular de la Bruckner-Orchester Linz Linz y de la Ópera de Linz desde 2002, y su contrato actual en Linz acaba en 2014.
Davies también ha dirigido en numerosos festivales, incluido el Festival de Música de Aspen, el Festival de Música de Cabrillo y el Festival de Música de Saratoga. Davies es profesor de dirección de orquesta en el Mozarteum de Salzburgo. 
En marzo de 2008, Davies fue nombrado el próximo director musical de la Orquesta Sinfónica de Basilea, iniciando sus actividades en la temporada 2009-2010, con un contrato inicial de 5 años.